# Palazzo Incontri

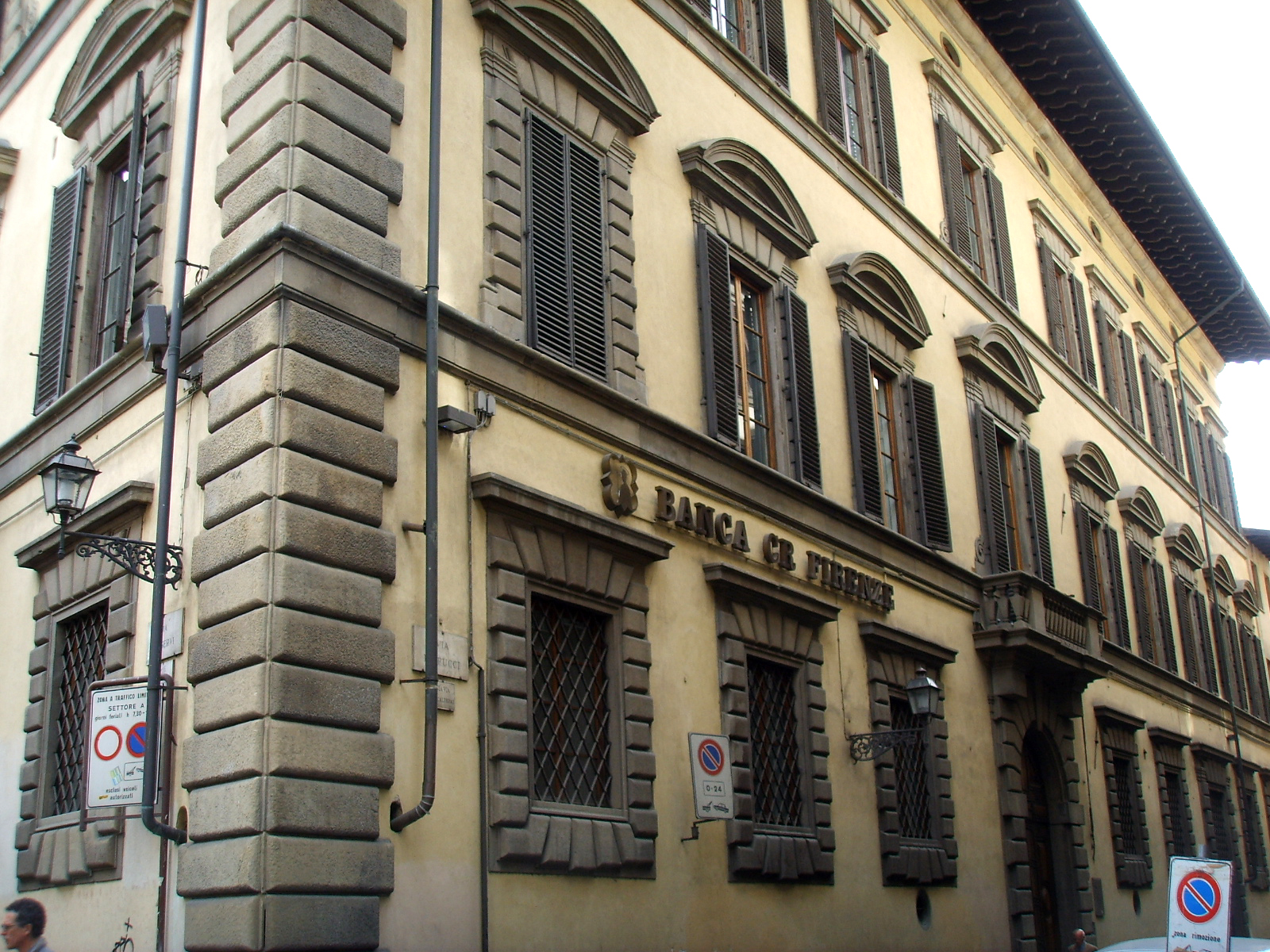
O Palazzo Incontri visto da Via Pucci.

O Palazzo Incontri é um palácio de Florença situado na esquina da Via dei Servi com a Via dei Pucci, num cruzamento onde surgem nas restantes esquinas o Palazzo Pucci, o Palazzo Pasqui e a Chiesa di San Michelino Visdomini.
O sítio do actual palácio é o chamado Canto di Balla, assim apelidado porque se abria em correspondência com a Porta di Balla da antiga muralha citadina, em uso até ao século XII.
O ramo principal da família Medici, o ramo de Cafaggiolo de Cosmo e Lourenço, possuiu casas nesta zona até ao século XIV, residindo, porém, no vizinho Palazzo Medici Riccardi.
Foi o mesmo Lorenzo o Magnífico que vendeu as ditas casas aos Vespucci, os quais criaram um primeiro palácio, não grande mas confortável. Em algumas das salas encontravam-se os trabalho sencomendados pelos Vespucci a Sandro Botticelli e Piero di Cosimo.
Botticelli, como regista Vasari, havia pintado "Na Via dei Servi em casa de Giovanni Vespucci (…) muitos quadros cobertos por molduras de nogueira, com muitas figuras vivíssimas e belíssimas"; Estes quadros encontram-se, actualmente, na Accademia Carrara de Bergamo e no Gardner Museum de Boston.
Piero di Cosimo havia, por outro lado, realizado algumas histórias bacantes em volta dum quarto, nas quais fez estranhos faunos, sátiros, silvanos, putti e bacantes, actualmente no Museu de Arte de Worcester e no Fogg Museum de Cambridge.

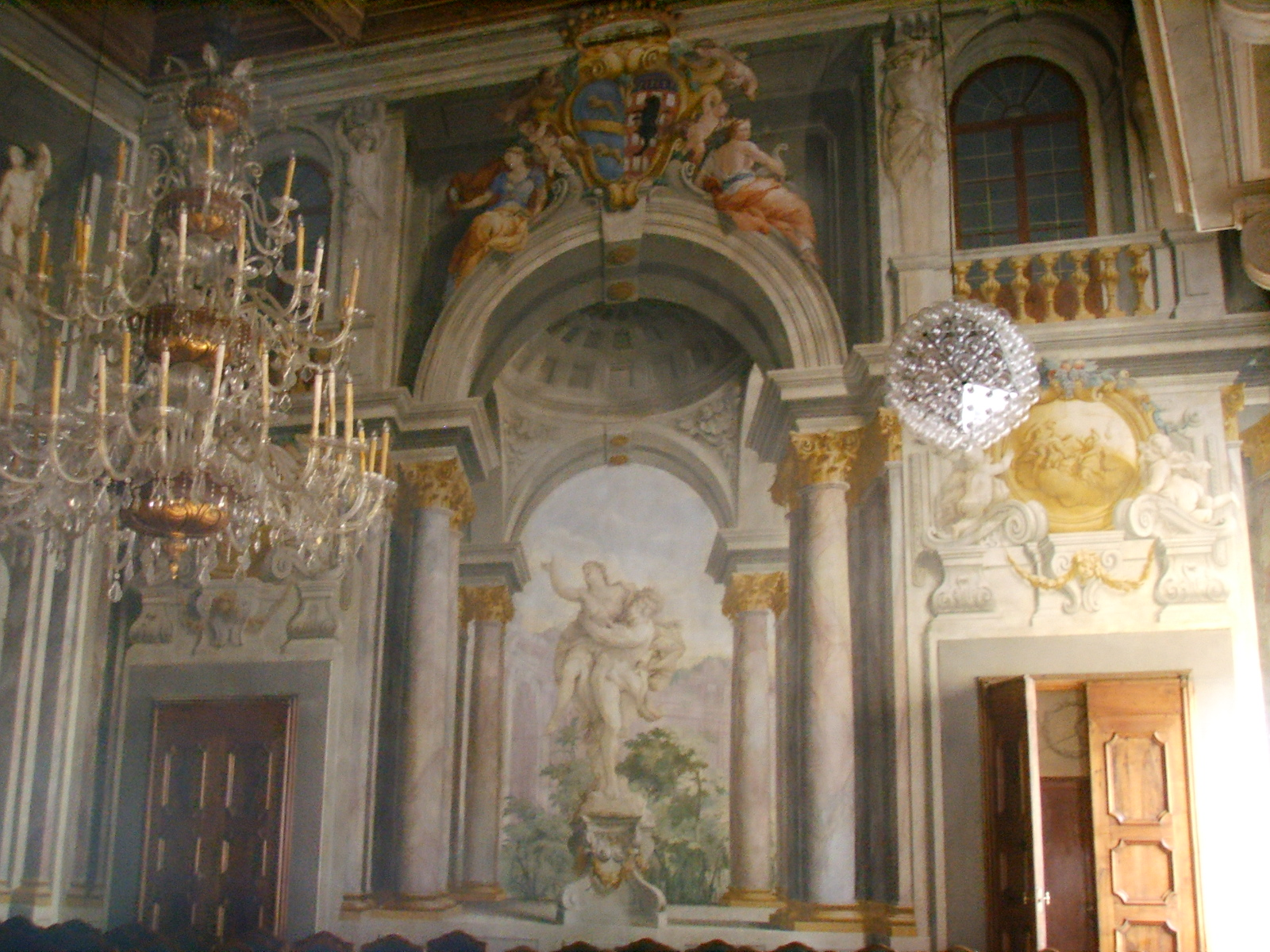
O grande salão afrescado.

Em 1530, o palácio passou para os Salviati, mas uma crise política que atacou a família impediu-os de acabar as obras de reconstrução e melhoramento. Alessandro Salviati, de facto, concedeu ajuda aos florentinos naturais de Siena Piero e Leone Strozzi, em 1554, colocando-se abertamente contra Cosme I, o qual tinha a cidade sob assédio. Depois da vitória de Cosme, foi oferecida a oportunidade de arrependimento a Alessandro, que era parente de Cosme por parte da sua mãe, Maria Salviati, mas Alessandro recusou-se e foi condenado à morte por traição.
Em seguida, o palácio passou através dum dote para Piero Ridolfi, o qual se envolveu numa conspiração contra Cosme, a dita Conspiração dos Pucci (Congiura dei Pucci), em 1575, a qual foi descoberta e levou Piero ao exílio.
Nos primeiros anos do século XVII, o palácio passou para a família Baglioni, de Perugia, cujos membros construíram uma boa parte do palácio actual, vendendo-o mais tarde, depois de 1680, aos Incontri, família originária de Volterra que deu a Florença o arcebispo Francesco Gaetano Incontri. É a Ludovico Incontri que se deve a construção do palácio na forma moderna, segundo um projecto cuidado por ele próprio ( um apaixonado pela arquitectura) e por Paolo Falconieri.
Distingue-se actualmente pela imponência maciça da estrutura, decorada com uma série ordenada de janelas em cada um dos andares. Hoje em dia hospeda uma instituição de crédito. O andar nobre está decorado com várias salas afrescadas, entre as quais se destaca um salão cenográfico, de altura dupla, onde aparecem elementos arquitectónicos fingidos (combinados com os reais) e grandes brasões heráldicos. No lado voltado para a Via dei Pucci, as salas apresentam afrescos em estilo neoclássico.

## Galeria de imagens do Palazzo Incontri

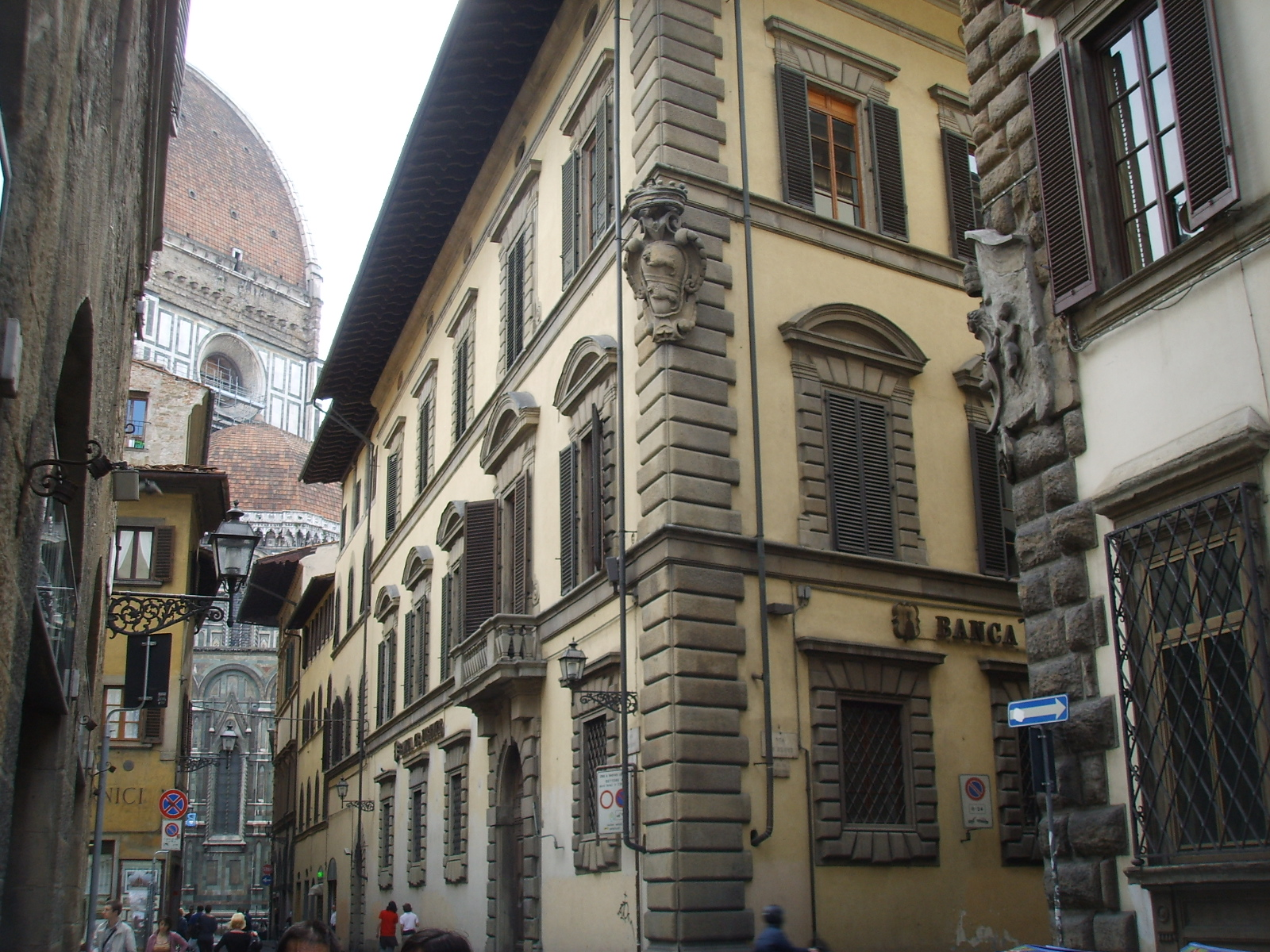
O Palazzo Incontri visto da Via dei Servi, com a catedral ao fundo
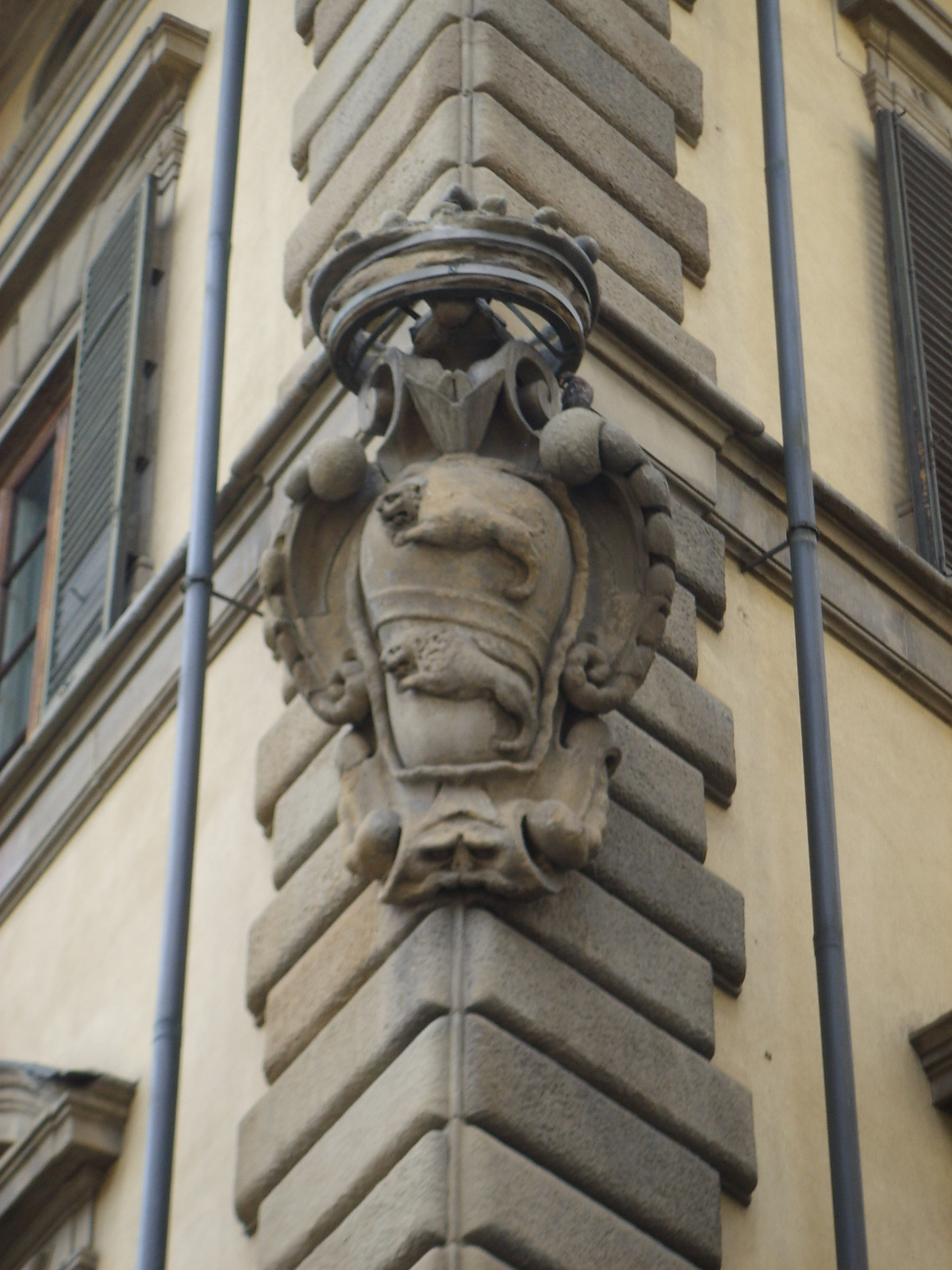
Brasão
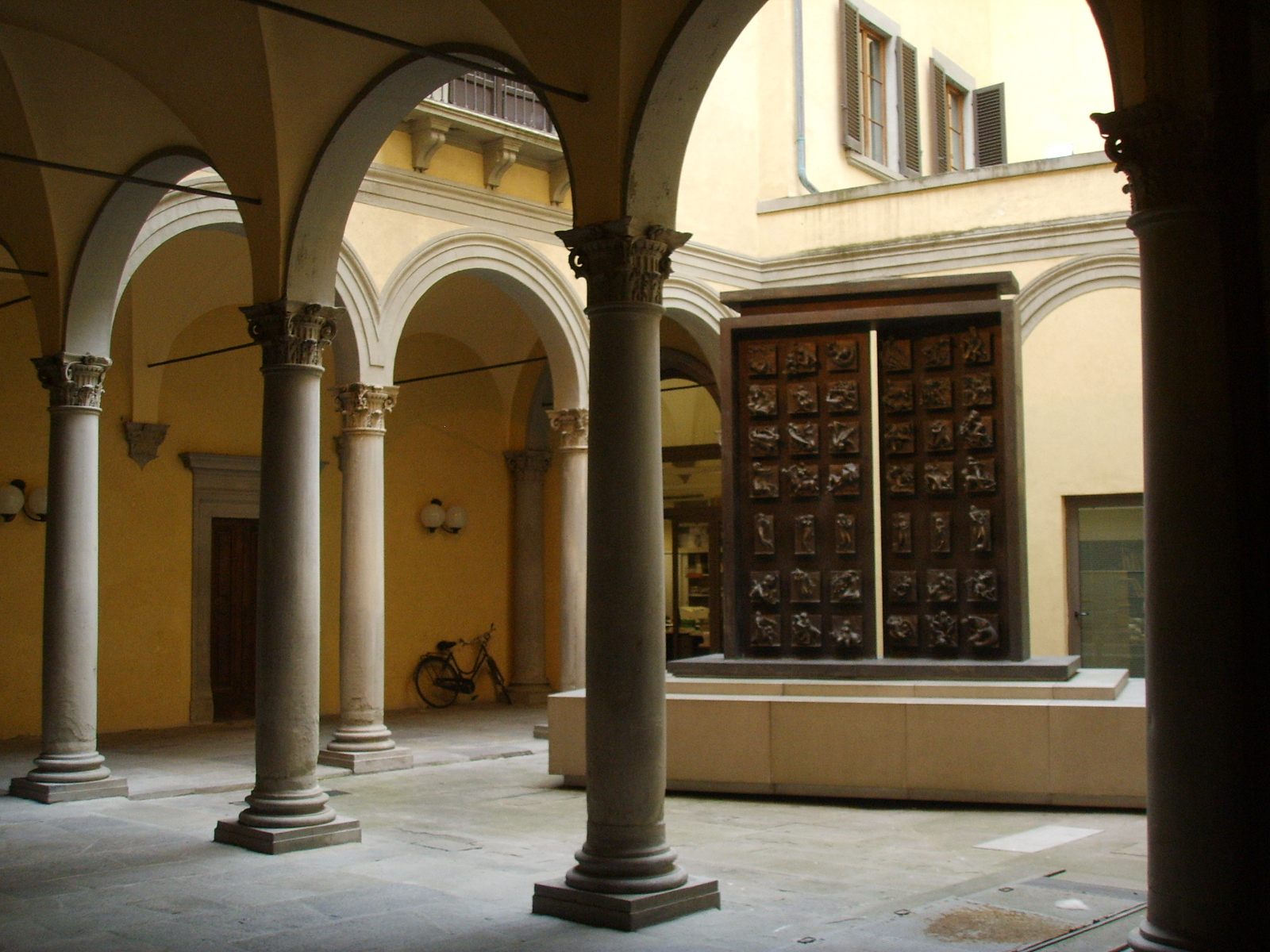
O pátio
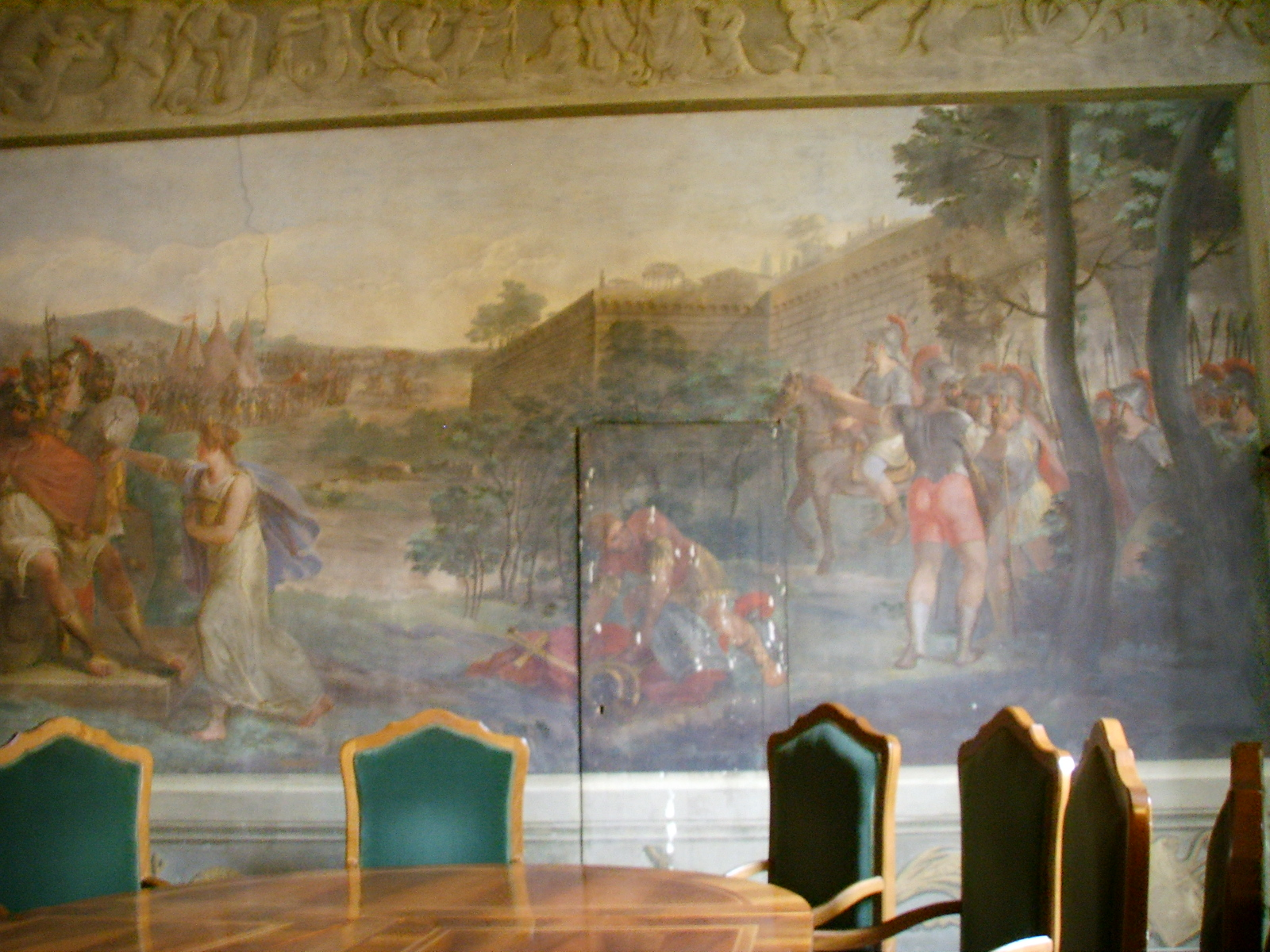
Saleta afrescada
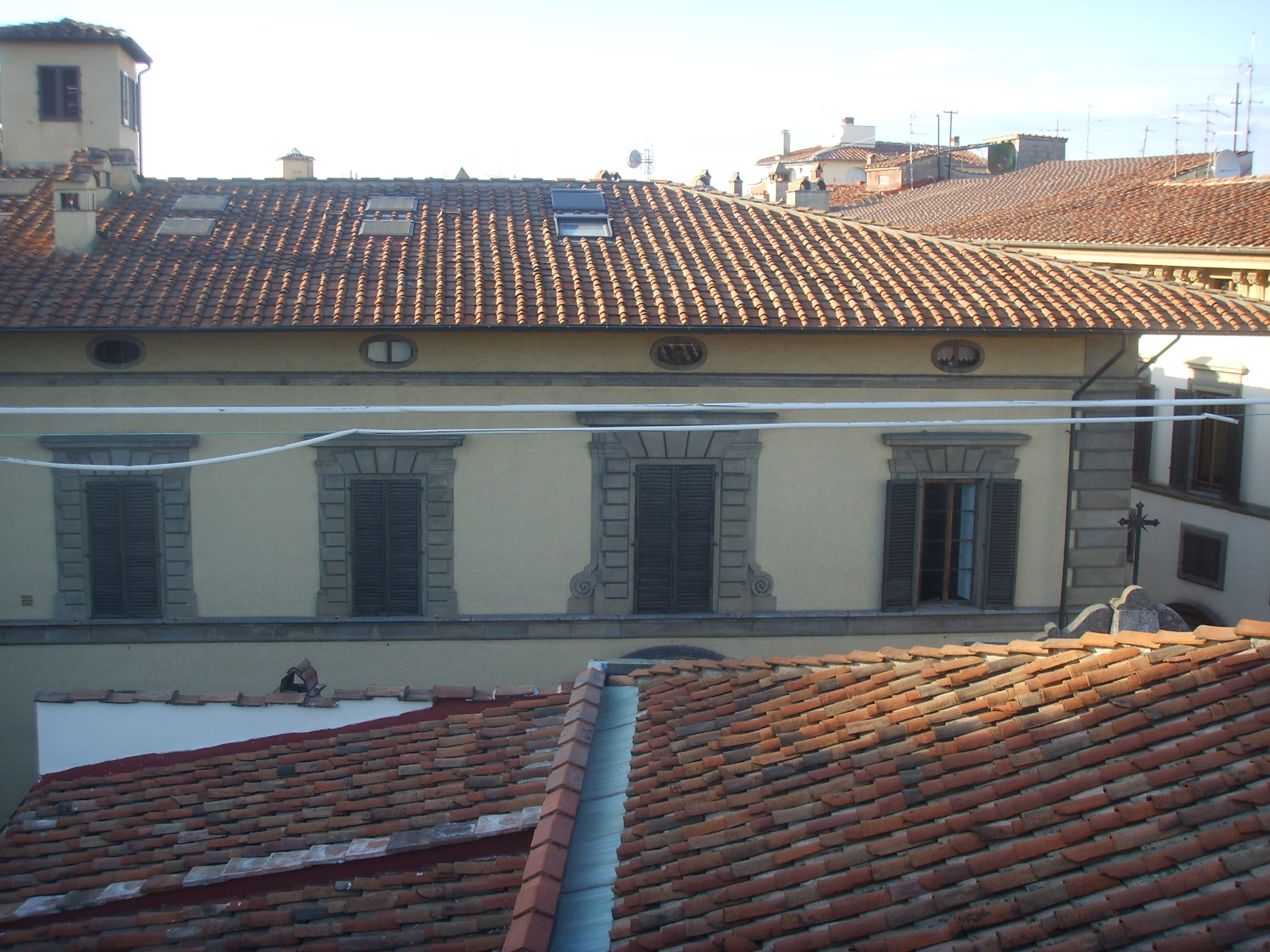
telhados do Palazzo Incontri